# La Haye-de-Routot

La Haye-de-Routot este o comună în departamentul Eure, Franța. În 1 ianuarie 2022 avea o populație de 286 de locuitori.

## Comune vecine
| Vatteville-la-Rue | La Mailleraye-sur-Seine |          |
| La Haye-Aubrée    |                         | Hauville |
|                   | Routot                  |          |